# Sättigungsdampfdruck
Der Sättigungsdampfdruck (auch Gleichgewichtsdampfdruck) eines Stoffes ist der Druck, bei dem der gasförmige Aggregatzustand sich mit dem flüssigen oder festen Aggregatzustand im Gleichgewicht befindet. Der Sättigungsdampfdruck ist von der Temperatur abhängig.
Die Sättigungsdampfdruckkurve (Sättigungsdampfdrucklinie, Dampfdruckkurve, Dampfdrucklinie) beschreibt den Sättigungsdampfdruck in Abhängigkeit von der Temperatur. Sie entspricht der Phasengrenzlinie der gasförmigen Phase im Phasendiagramm.
Achtung: In der Chemie wird üblicherweise der Sättigungsdampfdruck mit „Dampfdruck“ abgekürzt. Hier ist die Gefahr groß, dass man den Begriff des Sättigungsdampfdruckes mit dem des Partialdrucks verwechselt. Deshalb wird der Begriff „Dampfdruck“ hier nicht verwendet.

## Geschichte

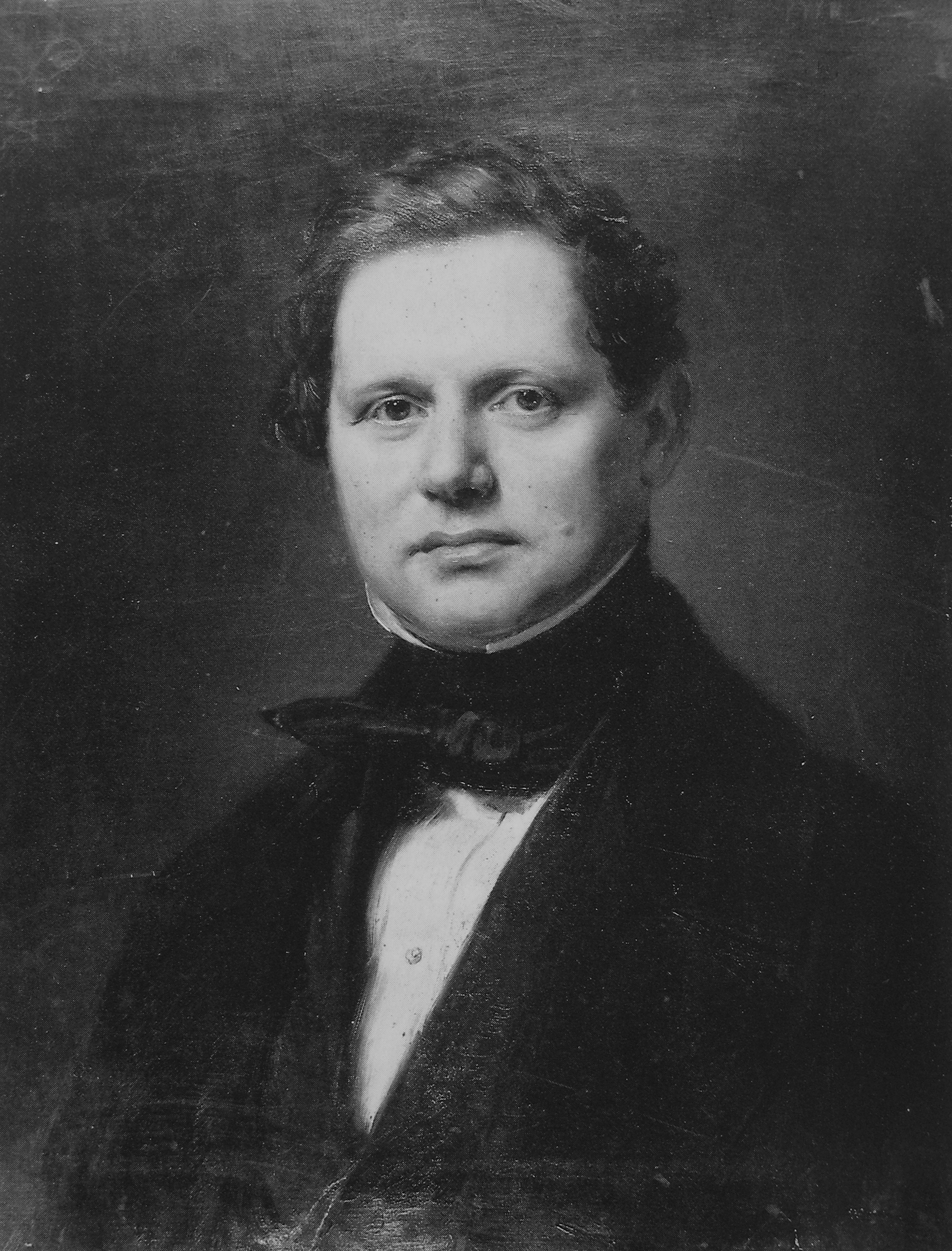
Gustav Magnus (1802–1870), 1841

Gegen Ende des 18. Jahrhunderts war bekannt, dass der Sättigungsdampfdruck von Wasser mit der Temperatur stark zunimmt, es wurde aber fälschlicherweise angenommen, dass er bei 0 °C vollständig verschwindet.
John Dalton wies 1801 nach, dass die bisher bekannten Daten sowohl bei sehr niedrigen als auch bei sehr hohen Temperaturen grob falsch waren. So bestimmte er bei 0 °C einen Sättigungsdampfdruck von etwa 6,8 hPa (heutiger Wert: 6,11 hPa). Weiter zeigte er, dass in gleichen Temperaturschritten aufgenommene Messwerte einer geometrischen Folge ähneln, wobei der Quotient zweier aufeinander folgenden Werte nicht konstant ist, sondern langsam abnimmt. Dalton machte keinen Versuch, die Messwerte durch eine empirische Formel darzustellen.
In der Folgezeit gab es zahlreiche Versuche, den Sättigungsdampfdruck experimentell genauer zu bestimmen und durch eine empirische Formel zu beschreiben.
Einen größeren Fortschritt gab es erst durch eine 1844 publizierte Arbeit von Gustav Magnus. In einem detailliert beschriebenen und sorgfältig ausgeführten Experiment gewann er zahlreiche Messwerte. Um diese durch eine Formel anzunähern, nahm er einen auf theoretischen Überlegungen von F. v. Wrede beruhenden Ansatz der Form {\displaystyle E_{\mathrm {w} }=a\cdot b^{t/(\gamma +t)}}, bei dem {\displaystyle E_{\mathrm {w} }} der Sättigungsdampfdruck und {\displaystyle t} die Celsiustemperatur ist. Die drei Konstanten {\displaystyle a}, {\displaystyle b} und {\displaystyle \gamma } bestimmte er durch Anpassung an die Messungen: Der Messwert bei 0 °C legte {\displaystyle a} fest; der Messwert bei 100 °C ergab eine Beziehung zwischen {\displaystyle b} und {\displaystyle \gamma }; die verbleibende Unbekannte {\displaystyle \gamma } berechnete er mit der Methode der kleinsten Quadrate aus zehn ausgewählten Messwerten. Das Ergebnis war, in der heute üblichen Darstellung,
{\displaystyle E_{\mathrm {w} }=6{,}0328\,\mathrm {hPa} \cdot \exp \left({\frac {17{,}1485\,t}{234{,}69\;^{\circ }\mathrm {C} +t}}\right)}.
Diese Gleichungsform wird auch heute noch vielfach, mit verbesserten Parametern, verwendet und Magnus-Formel genannt.

## Definition
Der Sättigungsdampfdruck eines Reinstoffes im flüssigen oder festen Aggregatzustand bei gegebener Temperatur ist der Druck, der im thermodynamischen Gleichgewicht in einer ansonsten leeren Kammer über der flüssigen bzw. festen Phase entsteht. In diesem Zustand bestehen beide Phasen stabil nebeneinander, keine wächst auf Kosten der anderen, denn die Verdampfung der Flüssigkeit bzw. Sublimation des Feststoffes ist mengenmäßig gleich der Kondensation bzw. Resublimation des Gases. Bei einer Temperatur- oder Volumenänderung verdampft oder kondensiert so viel des Stoffes, bis im Gleichgewicht wieder der Sättigungsdampfdruck erreicht ist.
Bei Temperaturen oberhalb des Tripelpunkts entsteht bei Kondensation die flüssige Phase, unterhalb des Tripelpunkts der Feststoff, zum Beispiel Iod bei Raumtemperatur.
Befinden sich im ansonsten leeren Probenvolumen mehrere ineinander unlösliche flüssige Phasen, so entsteht darüber ein Gesamtdruck in Höhe der Summe der Sättigungsdampfdrucke der einzelnen Stoffe. Ist nach Erhitzung oder Expansion für eine der Komponenten der Sättigungsdampfdruck höher als der Gesamtdruck, so beginnt diese Komponente zu sieden.
Eine Lösung aus mehreren Komponenten besitzt einen Sättigungsdampfdruck, der außer von der Temperatur auch von der Zusammensetzung der Lösung abhängig ist. Jede Komponente trägt mit einem Partialdruck bei, der sich von ihrem eigenen Sättigungsdampfdruck unterscheiden kann. Die Zusammensetzung des Dampfes hängt von der Temperatur ab und stimmt im Allgemeinen nicht mit der Zusammensetzung der Lösung überein.

## Formelzeichen und Einheit
Für den Sättigungsdampfdruck wird meist das Formelzeichen E verwandt, es sind jedoch auch weitere Formen wie es und ps, max, für flüssiges Wasser speziell ew und pw, max sowie für Eis ei und pi, max gebräuchlich. Die jeweiligen Indizes finden sich auch beim groß geschriebenen E. Je nach Anwendungsgebiet werden unterschiedliche Druckeinheiten genutzt, wobei in den Naturwissenschaften Hektopascal (hPa) und Megapascal (MPa), in den Ingenieurwissenschaften hingegen Bar (bar) am gebräuchlichsten sind.

## Der Sättigungsdampfdruck im Phasendiagramm

Phasendiagramm eines „gewöhnlichen“ Stoffes und des Wassers (Dichteanomalie)

Im Phasendiagramm ist der Sättigungsdampfdruck der Wert des Druckes entlang der hier als schwarz gekennzeichneten Phasengrenzlinie zwischen der Gasphase und der korrespondierenden festen bzw. flüssigen Phase. Diese Phasengrenzlinie wird daher auch als Dampfdruckkurve oder Sättigungsdampfdruckkurve bezeichnet. Für das Phasengleichgewicht von Gas-Festkörper heißt der Sättigungsdampfdruck auch Sublimationsdruck und für das Phasengleichgewicht von Gas-Flüssigkeit auch Siededruck. Zu beachten ist hierbei, dass bei Temperaturen über dem kritischen Punkt keine flüssige Phase und somit auch kein Sättigungsdampfdruck mehr existieren. Des Weiteren spielt die Phasengrenzlinie zwischen Feststoff und Flüssigkeit, die so genannte Schmelzkurve, keine Rolle für den Sättigungsdampfdruck.

## Anwendungen und Bedeutung
Der Sättigungsdampfdruck ist ein Maß für den Anteil derjenigen Moleküle oder Atome, die genügend Energie besitzen, die Nah- und Fernordnung (die Kohäsionskräfte und die Oberflächenspannung), zu überwinden und in die gasförmige Phase zu wechseln. Der Anteil solcher Moleküle wird durch die Boltzmann-Statistik angegeben.
Daher ist die Dampfdruckkurve proportional zum Boltzmann-Faktor:
{\displaystyle \exp \left(-{\frac {Q_{d}}{k_{\mathrm {B} }\cdot T}}\right)\;,}
wobei {\displaystyle Q_{d}} die Verdampfungsenthalpie eines Moleküls oder Atoms ist.
Daraus ergibt sich, dass im Dampf im Gleichgewichtszustand die Teilchendichte bei höheren Temperaturen größer ist als bei niedrigeren Temperaturen, was gleichbedeutend damit ist, dass mit der Temperatur die Dichte ansteigt.
Wichtige Beispiele sind Wasserdampf und Luftfeuchtigkeit. Viele Feuchtemaße werden über Dampfdruck und Sättigungsdampfdruck definiert oder berechnet, besonders im Zusammenhang der relativen Luftfeuchtigkeit, des Sättigungsdefizits und des Taupunkts.
Ein Beispiel für eine Anwendung des Sättigungsdampfdruckes in der Technik ist die Gefriertrocknung, ein weiteres die Druckkochung (siehe Schnellkochtopf). In der Bauphysik wird nach dem Glaser-Verfahren (einem Vergleich von Sattdampfdrücken entsprechend dem Temperaturprofil und den jeweils theoretisch herrschenden Partialdampfdrücken an den Schichtgrenzen des Bauteils) stationär abgeschätzt, ob ein vorgesehenes Bauteil durch ausfallendes Tauwasser gefährdet ist.

## Berechnung und Einflussfaktoren
Für die Berechnung des Sättigungsdampfdruckes kann man die Clapeyron-Gleichung bzw. speziell für den Phasenübergang flüssig nach gasförmig auch die Clausius-Clapeyron-Gleichung nutzen. In Anwendung auf den Sättigungsdampfdruck lautet diese:
{\displaystyle \quad {\frac {\mathrm {d} E_{s}}{\mathrm {d} T}}={\frac {q_{v}E_{s}}{R_{w}T^{2}}}}
Die einzelnen Formelzeichen stehen für folgende Größen:
- Es – Sättigungsdampfdruck
- qv – spezifische Verdampfungsenthalpie (Verdampfungsenthalpie pro Masse)
- Rw – spezifische Gaskonstante
- T – Temperatur

Diese Gleichung ist jedoch mit praktischen Problemen behaftet, da man sie nur schlecht integrieren kann (Temperaturabhängigkeit der Verdampfungsenthalpie). Wenn man annimmt, dass {\displaystyle q_{v}} (die Verdampfungsenthalpie) konstant wäre dann ergibt sich für den Sättigungsdampfdruck:
{\displaystyle E_{s}=E_{0}\cdot \exp \left({\frac {q_{v}}{R_{w}}}\cdot \left({\frac {1}{T_{0}}}-{\frac {1}{T}}\right)\right)}
Im Falle des für viele Anwendungen sehr wichtigen Sättigungsdampfdruckes des Wassers hat man daher verschiedene Näherungsgleichungen entwickelt, deren einfachster Typ die Magnus-Formeln sind. Die derzeit exakteste Gleichung zur Berechnung des Dampfdruckes über Wasser ist die Goff-Gratch-Gleichung – ein Polynom sechsten Grades in Logarithmen der Temperatur. Ungenauer ist die in VDI/VDE 3514 Blatt 1 angeführte Formel.

### Berechnung des Sättigungsdampfdrucks von Wasser über die Magnus-Formel
Der Sättigungsdampfdruck für Wasserdampf in reiner Phase (Abwesenheit von Luft) kann mit Hilfe der von der WMO empfohlenen Magnus-Formel berechnet werden.
Diese Formel hat den Vorteil, dass sie nur drei Parameter benötigt und umkehrbar ist. Es gibt aber genauere Formeln. Die hier gezeigten haben eine Genauigkeit (Standardabweichung) von ±0,3 % über Wasser und ±0,5 % über Eis.
- Über ebenen Wasseroberflächen

{\displaystyle E_{w}(t)=6{,}112\,\mathrm {hPa} \cdot \exp \left({\frac {17{,}62\cdot t}{243{,}12\;^{\circ }\mathrm {C} +t}}\right)\qquad {\text{für}}\quad -45\,^{\circ }\mathrm {C} \leq t\leq 60\,^{\circ }\mathrm {C} }
- Über ebenen Eisoberflächen

{\displaystyle E_{i}(t)=6{,}112\,\mathrm {hPa} \cdot \exp \left({\frac {22{,}46\cdot t}{272{,}62\,^{\circ }\mathrm {C} +t}}\right)\qquad {\text{für}}\quad -65\,^{\circ }\mathrm {C} \leq t\leq 0\,^{\circ }\mathrm {C} }

#### Hinweise
In den Magnus-Formeln ist zu beachten, dass für t die Temperatur in Grad Celsius und nicht in Kelvin einzutragen ist. Der sich ergebende Sättigungsdampfdruck hat die Einheit des Vorfaktors {\displaystyle E_{0}(t)}, also bei dem hier angegebenen Werten hPa. Jenseits von auf der Erde natürlich auftretenden Temperaturwerten kann die Abweichung der empirisch ermittelten Magnus-Formel zum realen Wert stark zunehmen, weshalb man sich auf die angegebenen Temperaturbereiche beschränken sollte.
Die Magnus-Formeln gelten nur für ebene Oberflächen und auch hier nur für reines Wasser. Ihr Fehler ist jedoch vergleichsweise recht groß, so dass diese beiden Effekte bei einer geringen Ausprägung meist vernachlässigbar sind. Die Standardabweichung der Ergebnisse beträgt beidseitig bis zu einem halben Prozent. Bei gekrümmten Oberflächen, beispielsweise bei kugelförmigen Tröpfchen, ist der Sättigungsdampfdruck höher (Krümmungseffekt siehe unten), hingegen bei salzhaltigen Lösungen geringer (Lösungseffekt siehe unten). Diese beiden modifizierenden Einflüsse spielen eine wesentliche Rolle bei der Bildung von Niederschlagsteilchen.
Im Laborexperiment mit sehr ebenen Wandflächen und einer sehr reinen Luft ist es möglich, dass die Kondensation von destilliertem Wasser erst nach Übersättigungen von mehreren hundert Prozent eintritt. In der realen Atmosphäre spielen hingegen Aerosole eine wesentliche Rolle als Kondensationskeime. Dies hat zur Folge, dass man in der Realität selten Übersättigungen von mehr als einem Prozent beobachtet.
Zum Vergleich der Magnus-Formel mit einer anderen Darstellungsform ist der Artikel Wasserdampf zu empfehlen. Die Magnus-Formel wurde erstmals 1844 von Heinrich Gustav Magnus aufgestellt und seitdem lediglich durch genauere Werte ergänzt, wobei die hier genutzten Werte aus D. Sonntag (1990) stammen. Eine genauere Berechnung, sowie viele Beispielwerte, finden sich im nächsten Abschnitt.

### Effekte
Im Gegensatz zum durch die obigen Gleichungen beschriebenen Idealfall eines Reinstoffes und einer ebenen Oberfläche zeigen sich in der Realität weitere Einflussfaktoren, welche den letztendlichen Sättigungsdampfdruck mitbestimmen.

#### Krümmungs- und Lösungseffekt
Bei Bildung von Flüssigkeitspartikel an Kondensationskernen tritt der Krümmungseffekt auf. Es zeigt sich dabei, dass über den gekrümmten Oberflächen der entstehenden Flüssigkeitstropfen ein höherer Sättigungsdampfdruck auftritt, als im Vergleich zu einer planaren Wasseroberfläche. Liegt die Flüssigkeit bei einer Änderung des Aggregatzustands nicht als Reinstoff vor, so muss man auch den Lösungseffekt beachten. Die in der Flüssigkeit gelösten Teilchen erschweren es hierbei den Flüssigkeitsverbund zu verlassen, weshalb der Sättigungsdampfdruck niedriger ist, als es bei einer reinen Flüssigkeit der Fall wäre.
Unter atmosphärischen Bedingungen treten beide Effekte meist gemeinsam auf, und eine alleinstehende Betrachtung ist wenig zielführend.

#### Ladungseffekt
Auch die elektrische Ladung der Oberfläche hat eine Auswirkung auf den Sättigungsdampfdruck, welche jedoch im Vergleich zu den anderen Effekten minimal ist und daher keine praktische Rolle spielt.

#### Korrekturfaktoren für feuchte Luft
Die Korrekturfaktoren (engl.: enhancement factor) sind nötig, da der Wasserdampf nicht in reiner Form vorliegt, sondern innerhalb der feuchten Luft. Sie sind hauptsächlich druckabhängig, zu einem kleinen Teil auch temperaturabhängig. Bei höheren Drücken sind sie größer und dementsprechend bei niedrigeren Drücken kleiner. Ohne Korrekturfaktoren handelt man sich zwischen 0 und 1100 hPa und −50 °C bis 60 °C einen Fehler (Standardabweichung) von ±0,2 % ein. Ein konstanter Faktor {\displaystyle f=1{,}0047} gültig über Wasser und Eis ist für unkomprimierte Luft eine gute Näherung. Mit folgender Formel reduziert man den Fehler zwischen 30 und 1100 hPa und −50 bis +60 °C auf eine Standardabweichung von 0.0004:
{\displaystyle f=1{,}0016+3{,}15\cdot 10^{-6}p-0{,}074/p}
Um die resultierenden Werte für den Sättigungsdampfdruck zu erhalten, gilt:
1. {\displaystyle E'\;=\;f\;\cdot \;E\qquad } ({\displaystyle E} – Tabellenwert)

Noch genauere, temperaturabhängige Formeln sind recht kompliziert und in der Praxis nur selten nötig.

### Zusammenhang mit der Sättigungsmenge
Nach der allgemeinen Gasgleichung ist der Sättigungsdampfdruck (näherungsweise) auch das Produkt der Sättigungsmenge mit der individuellen Gaskonstante und der Temperatur (in Kelvin). Als Formel etwa so dargestellt:
{\displaystyle E_{\gamma ,\varphi }(T)=\rho _{\gamma ,\varphi ;\mathrm {max} }(T)\cdot R_{\gamma }\cdot T\;,}
vgl. Dampfdruck bzw. Sättigung.
- γ steht hier noch für das jeweilige Gas (z. B. Wasserdampf) – mit Gaskonstante Rγ,
- φ für den alternativen Aggregatzustand („Phase“, fest bzw. flüssig); bei γ = Wasserdampf ist Eγ,φ der Wasserdampfdruck und ργ,φ die Sättigungsmenge „über Eis“ bzw. „über Wasser“.

Neben der Bezeichnung Sättigungsmenge findet man auch Sättigungskonzentration und Sättigungs-(dampf-)dichte (Titel von Sonntag 1982),
die SI-Einheit ist zumeist g/m3. Bei Wasserdampf spricht man auch von der maximalen Luftfeuchte.

## Literatur

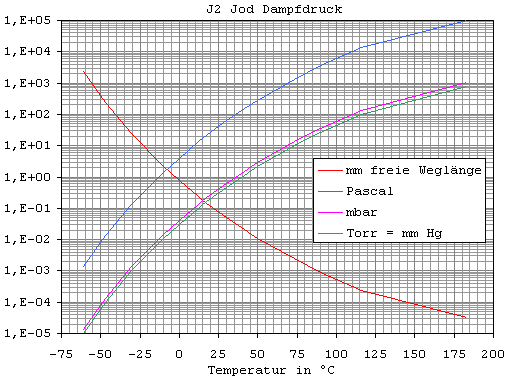
Der Dampfdruck von Iod